# Pandanus columbiformis
Pandanus columbiformis är en enhjärtbladig växtart som beskrevs av Benjamin Clemens Masterman Stone. Pandanus columbiformis ingår i släktet Pandanus och familjen Pandanaceae.
Artens utbredningsområde är Papua Nya Guinea. Inga underarter finns listade.